# Cabreros del Monte
Cabreros del Monte è un comune spagnolo di 91 abitanti situato nella comunità autonoma di Castiglia e León.